# Microsorum wilkesii
Microsorum wilkesii là một loài thực vật có mạch trong họ Polypodiaceae. Loài này được (C. Chr.) Ching miêu tả khoa học đầu tiên năm 1941.